# Ceratophyllidia
Ceratophyllidia Eliot, 1903 è un genere di molluschi nudibranchi della famiglia Phyllidiidae.

## Tassonomia
Il genere comprende le seguenti specie:
- Ceratophyllidia africana Eliot, 1903 - specie tipo
- Ceratophyllidia papilligera (Bergh, 1890)